# Stuckless Glacier
Stuckless Glacier är en glaciär i Antarktis. Den ligger i Östantarktis. Nya Zeeland gör anspråk på området. Stuckless Glacier ligger 300 meter över havet.
Terrängen runt Stuckless Glacier är varierad. Trakten är obefolkad. Det finns inga samhällen i närheten. 